# Bânu Yalkut-Breddermann

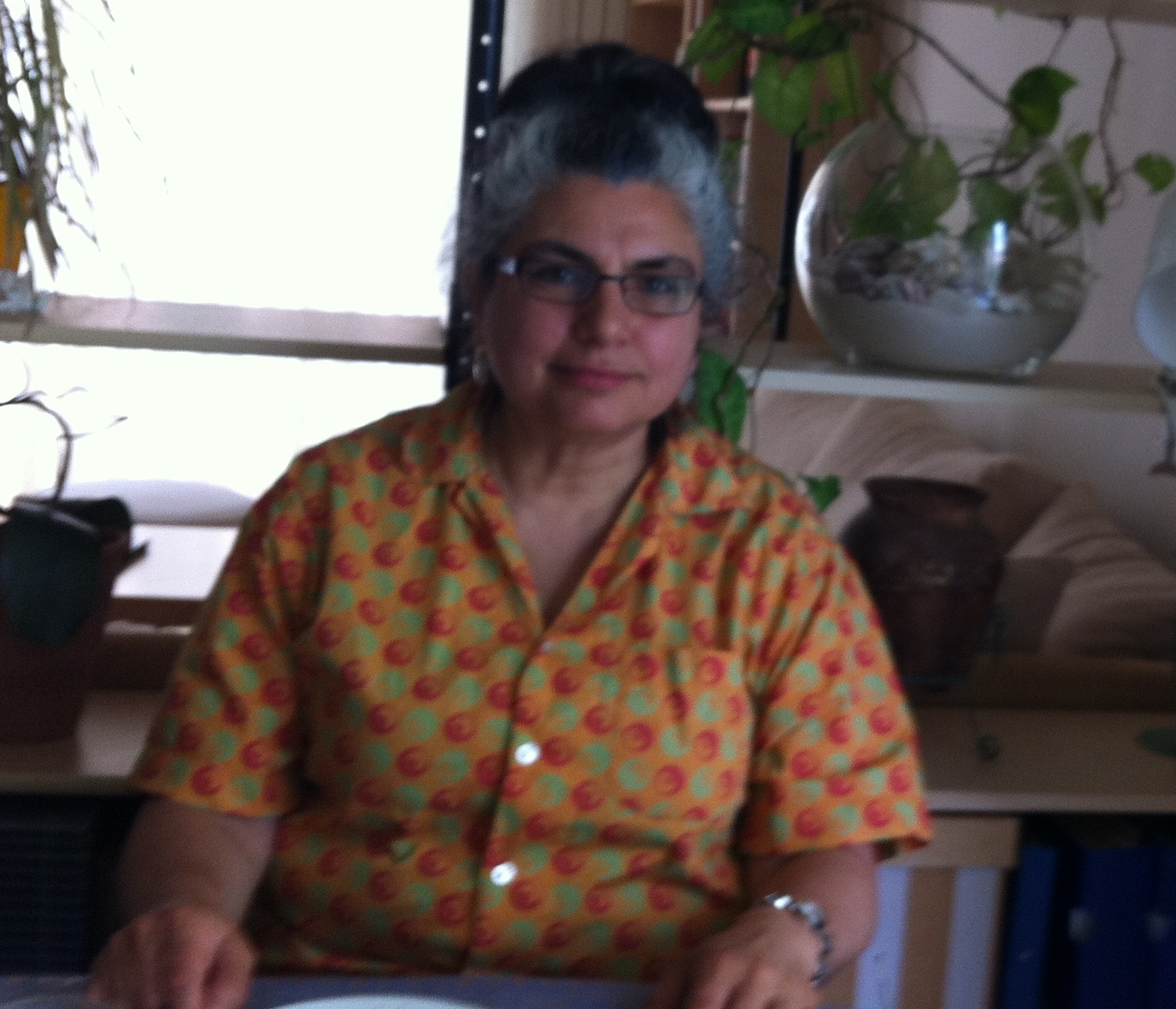
Bânu Yalkut-Breddermann

Sabiha Bânu Yalkut-Breddermann (* 1951 in Ankara, Türkei) ist eine deutsche Ethnologin und Religionswissenschaftlerin türkischer Herkunft und Buchautorin.

## Leben
Yalkut-Breddermann studierte Ethnologie und Religionswissenschaften mit Schwerpunkt Orientalistik in Ankara und Berlin.
Sie ist Mutter eines Sohnes und lebt in Deutschland.

## Werk
Sie verfasste Arbeiten über kurdische Jesiden in Deutschland, hielt zu diesem Thema Gastvorträge an deutschen Universitäten und anderen Institutionen und wirkte an einem Dokumentarfilm mit. Weiterhin schrieb sie zwei türkische Kochbücher in deutscher Sprache.   
- Türkisch kochen. Die Werkstatt, Göttingen 2003, ISBN 3-89533-412-X.
- Das Volk des Engel Pfau. Die kurdischen Yeziden in Deutschland. Das Arabische Buch, Berlin 2001, ISBN 3-86093-275-6.
- Der Wandel der yezidischen Religion in der Diaspora. In: Gerdien Jonker (Hrsg.): Kern und Rand: Religiöse Minderheiten aus der Türkei in Deutschland. Das Arabische Buch, Berlin 1999, ISBN 3-86093-227-6, S. 51–63. online (Memento vom 5. Oktober 2011 im Internet Archive) (PDF; 181 kB)
- Afiyet olsun! Essen und Trinken aus der Türkei. Buntbuch, Hamburg 1984, ISBN 3-88653-061-2.